# Óstracos de Samaria

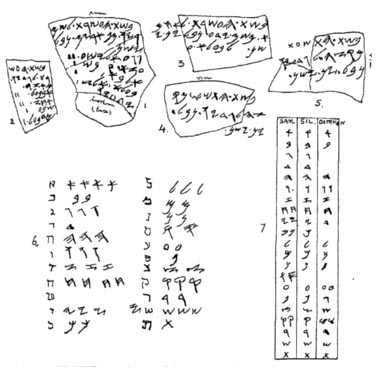
Inscrição de um dos óstracos de Samaria

Óstracos de Samaria é um conjunto de 64 óstracos de cerâmica, com inscrições em caracteres hebreus, encontrados na sala do tesouro do palácio de Acabe (algumas vezes grafado Ahab), em Samaria. O palácio foi destruído em c. 750 a.C.
Foram encontrados durante uma escavação em 1910, por um grupo de arqueólogos. Datam, provavelmente de 850 a.C. Os textos registram carregamentos de óleo e vinho trazidos para Samaria de vários lugares vizinhos.
“Os 63 óstracos encontrados em 1910 . . . [são], com justiça, tidos como um dos mais importantes conjuntos de material epigráfico do Israel antigo que sobreviveram. Essa importância não vem do conteúdo dos óstracos de Samaria . . . mas sim de seu extenso inventário de nomes de israelitas, nomes de clãs e designações geográficas.”— Ancient Inscriptions—Voices From the Biblical World (Antigas Inscrições — Vozes do Mundo Bíblico)
Além disso, os óstracos de Samaria parecem confirmar a situação religiosa dos israelitas conforme descrita na Bíblia. Na época da escrita dos óstracos de Samaria, os israelitas associavam a adoração de Jeová com a do deus cananeu Baal. Alguns nomes de pessoas encontrados nos óstracos de Samaria significam “Baal é meu pai”, “Baal canta”, “Baal é forte”, “Baal se lembra”, e outros parecidos. Para cada 11 nomes pessoais contendo alguma forma do nome Jeová, há 7 contendo “Baal”.